# Ardo Hansson
Ardo Hillar Hansson (Chicago, 1958. július 15.) észt közgazdász, 2012–2019 között az észt központi bank, az Észt Bank elnöke volt. E minőségében tagja volt az Európai Központi Bank kormányzótanácsának.

## Élete
1958-ban született az Egyesült Államokban észt emigráns családba. Kanadában, a Brit Columbia tartományban fekvő South Surrey város Semiahmoo középiskolájában tanult. 1976–1980 között a British Columbia Egyetemre járt, ahol közgazdász BSc végzettséget szerzett. 1980–1982 között kutatóként az egyetemen dolgozott, majd a Harvard Egyetemen folytatott PhD tanulmányokat közgazdaságtanból 1982-től 1987-ig. 1987–1990 között a British Columbia Egyetemen oktatott tanársegédként.
1990-–1996 között a lengyel, szlovén, mongol és ukrán jegybankoknál dolgozott tanácsadóként. Közben, 1991-1992-ben az észt külügyminisztériumban, volt tanácsadó, 1992–1994 között pedig az észt miniszterelnök gazdasági tanácsadója is volt. 1997-ben, egy évig asz Észt Vasutak (Eesti raudtee) igazgatótanácsának is tagja volt.
1998–2012 között a Világbanknál dolgozott közgazdászként, a közép-európai és a balkáni országokkal, valamint Kínával foglalkozott.

## Magánélete
Nős, felesége Triinu Tombak (sz. 1971) bankár. Két fiúgyermekük van.